# Heiner Janik

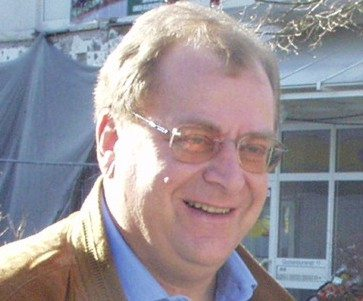
Heiner Janik 2002

Heiner Janik (* 10. Juli 1946 in München; † 22. Juli 2015 ebenda) war ein deutscher Kommunalpolitiker (CSU und DSU). Er war Landrat des früheren Landkreises Dresden und des Landkreises München.

## Leben
Janik studierte Volkswirtschaftslehre mit Abschluss als Diplom-Volkswirt und Rechtswissenschaften an der Ludwig-Maximilians-Universität in München. Nach dem zweiten juristischen Staatsexamen war er ab 1978 bei der Regierung von Oberbayern und danach im Bayerischen Staatsministerium des Innern in den Bereichen Baurecht, Brand- und Katastrophenschutz, Staatsschutz sowie Versammlungs- und Vereinsrecht beschäftigt. Von 1983 bis 1991 war er beim Landratsamt München zunächst Abteilungsleiter Umwelt und Verkehr sowie Leiter der Enteignungsbehörde, dann Abteilungsleiter Baurecht und Vorsitzender des Gutachterausschusses. Nach dem Ende seiner politischen Tätigkeit im Jahr 2009 war er Rechtsanwalt bei Gassner Rechtsanwälte in München. Janik war verheiratet und hatte zwei Söhne. Er starb 2015 im Alter von 69 Jahren im Münchner Klinikum Großhadern.

## Politik
Janik war von 1972 bis 1996 für die CSU ehrenamtlicher Stadtrat in Starnberg; er war von 1978 bis 1984 dritter Bürgermeister, von 1984 bis 1990 zweiter Bürgermeister der Stadt. Zudem war er von 1978 bis 1996 Kreisrat im Landkreis Starnberg. Im Jahr 1991 wurde er als Mandatsträger der DSU zum Landrat des Landkreises Dresden gewählt, der im Rahmen der sächsischen Landkreisreform Ende 1995 aufgelöst wurde.
Im Jahr 1996 wurde er als Kandidat der CSU Nachfolger von Joachim Gillessen als Landrat des Landkreises München; 2002 wurde Janik wiedergewählt, ab 2003 war er parallel zur Landratsposition auch Bezirksrat des Bezirks Oberbayern. Bei der Kommunalwahl 2008 unterlag er in der Landrats-Stichwahl mit 45,9 Prozent der SPD-Kandidatin Johanna Rumschöttel (54,1 Prozent).

## Weitere Funktionen und Auszeichnungen
Janik war Verwaltungsratsvorsitzender der Kreissparkasse München Starnberg Ebersberg, Mitglied des Präsidiums des Bayerischen Landkreistags und Mitglied des Bezirkstags von Oberbayern. Er nahm vor Jakob Kreidl den Sitz des Bayerischen Landkreistags im Rundfunkrat des Bayerischen Rundfunks wahr.
Er war Träger des Bundesverdienstkreuzes, des Kavalierskreuzes des Verdienstordens der Republik Polen und des Goldenen Ehrenrings des Landkreises München.